# Yutaka Nakamura
Yutaka Nakamura (中村 豊 , Nakamura Yutaka) (22 dicembre 1967) è un animatore e character designer giapponese.
Fra le sue opere si segnala il suo lavoro come animatore di Cowboy Bebop, Space Dandy, Fullmetal Alchemist, One-Punch Man ed Eureka Seven. Nakamura è particolarmente conosciuto fra gli appassionati di animazione per le sue sequenza d'animazione dinamiche, che spesso fanno un grande uso di impact frames, ed è generalmente considerato nei circoli di animatori come uno dei più bravi cineasti d'azione della sua generazione. Avendo totale libertà di creazione per gli storyboard, nelle sue scene mescola la cinematografia d'azione e l'animazione; è famoso per i dettagli delle sue animazioni. Una delle sue sequenze più famose è la celebre scena finale di Sword of the Stranger.